# Mitwohnzentrale
Mitwohnzentralen sind Vermittlungsagenturen für möblierten Wohnraum auf Zeit.

## Geschichte
Erfunden und erstmals dem Markt angeboten wurde die Idee der Mitwohnzentrale Ende der 1980er Jahre in Berlin. Innerhalb von nur einem Jahr, 1988, wurde in einer Gründungswelle in jeder deutschen Großstadt eine Mitwohnzentrale gegründet. Heute gibt es in Deutschland in allen großen Städten mehrere und den mittelgroßen Orten mindestens eine Mitwohnzentrale. Darüber hinaus wurden in fast jedem europäischen Land ähnliche Einrichtungen eröffnet, teilweise sogar mit der deutschen Bezeichnung „Mitwohnzentrale“.
Die ursprüngliche Idee des „Mitwohnens“, das heißt die Untervermietung eines Raumes als Gäste- oder WG-Zimmer in der eigenen Wohnung oder die komplette Untervermietung der eigenen Wohnung zum Beispiel für die Zeit eines Auslandaufenthaltes wurde von der Dynamik des Marktes schnell dem eigentlichen Bedarf an Angebot und Nachfrage angepasst. So wurden viele Vermieter auf die Idee gebracht, ihren Wohnraum zu möblieren. Andererseits sind viele Unternehmen und Institutionen auf den Preisvorteil aufmerksam geworden und bringen ihre Mitarbeiter bei längeren Aufenthalten lieber in privaten Wohnungen unter statt in Pensionen und Hotels. Die anfallenden Gebühren für die Mitwohnzentralen haben sich dabei schnell amortisiert.
Vom gewerblichen Status zählen die Mitwohnzentralen – zumindest in Deutschland – zu den Immobilienmaklern, allerdings mit der Spezialisierung als Vermittlungsunternehmen für möblierte Zimmer, Wohnungen, Apartments, Häuser auf eine mehrheitlich begrenzte Mietdauer.
Im Unterschied zu herkömmlichen Immobilienmaklern werden die Vermittlungsprovisionen entsprechend der Nutzungsdauer gestaffelt.
Mitwohnzentralen sind daher besonders für Unternehmen, Praktikanten, Berufseinsteiger und Probezeitabsolventen, Monteure, Gastdozenten, Zeit- und Saisonarbeiter etc. interessant, die für einen begrenzten Zeitraum, meist ein bis mehrere Monate oder auch ein bis zwei Jahre, eine preisgünstige möblierte Unterkunft in einer fremden Stadt benötigen.
Daneben gibt es Mitwohnzentralen, die von ihrem Angebot her auch als Reisebüros angesehen werden können. Diese vermitteln dann Unterkünfte auch für Touristen und bieten so eine Alternative zum lokalen Hotelangebot.
Der deutsche Markt wird mehrheitlich von zwei gleich großen, kommerziellen Interessenverbänden dominiert.

## Rechtsstreit um www.mitwohnzentrale.de
Überregionale und branchenübergreifende Aufmerksamkeit erregte in Deutschland das mehrjährige Gerichtsverfahren über die strittige Nutzung der Internetdomain www.mitwohnzentrale.de, da dies einem Musterprozess gleichkam. Hier wollte ein Verband dem anderen die Nutzung dieser Domain untersagen lassen mit der Begründung, Mitwohnzentrale als Gattungsbegriff sei nicht schutzfähig. Hätte der Kläger recht bekommen, wäre eine gigantische Prozesswelle zu erwarten gewesen, da hiervon viele Unternehmen, auch börsennotierte, betroffen gewesen wären. Die letzte Instanz, der Bundesgerichtshof, hat 2001 entschieden, wer sich eine solche Domain zuerst sichert, darf auch die Rechte an einem solchen Namen genießen. Es muss vom Rechteinhaber nur lediglich darauf hingewiesen werden, dass der Rechteinhaber und seine privilegierten Mitnutzer dieser Internet-Domain nicht repräsentativ für die jeweilige Branche sind und es noch weitere Anbieter dieses Geschäftsfeldes gibt.